# El pueblo manda y el Gobierno obedece
«Aquí manda el pueblo y el Gobierno obedece», a veces simplemente «mandar obedeciendo», es una famosa consigna del movimiento zapatista en Chiapas, México. La frase es una expresión literal de la lógica democrática, que en última instancia es lo que defienden los asociados al zapatismo: una verdadera democracia en México basada en la soberanía popular. Es frecuente encontrar carteles con esta frase escrita en la entrada de muchos pueblos y ejidos del área de Los Altos de Chiapas, los llamados Municipios Autónomos Rebeldes Zapatistas.
Se suele atribuir esta frase al propio Emiliano Zapata, quien pronunció otras citas reconocidas como «La tierra es de quien la trabaja» o «Si no hay justicia para el pueblo, que no haya paz para el gobierno». Sin embargo no existe registro de que haya sido formulada por Zapata. La frase se volvió popular tras ser clamada en las protestas y escrita en los letreros durante el levantamiento zapatista de 1994.

## Variantes
- Aquí manda el pueblo y el Gobierno obedece
- El pueblo manda y el Gobierno obedece
- Mandar obedeciendo

## Mandar obedeciendo
Este principio surge a raíz del discurso Mandar Obedeciendo, pronunciado por el Subcomandante Marcos en 1994, y desde entonces se ha mencionado frecuentemente en cuestiones políticas en México y en toda América Latina. El principio de «mandar obedeciendo» ha sido, por un lado, defendido por ciertos sectores más progresistas de la política latinoamericana, y por el otro, tachado de populista especialmente tras su uso asiduo por políticos de centro izquierda como el  presidente mexicano Andrés Manuel López Obrador.

## Uso en otros movimientos sociales

### Colombia
En noviembre de 2019, cientos de personas llenaron las calles de Bogotá, Colombia, para exigir la renuncia del presidente Iván Duque. Amén de la consigna «El pueblo manda, el gobierno obedece en Colombia», se convocaron espacios comunitarios para deliberar sobre los problemas sociales que enfrenta el país, entre ellos, precisamente la restricción de las consultas populares.

### España
En el contexto del movimiento independentista de Cataluña, en el noreste de España, «El pueblo manda, el gobierno obedece» (El poble mana, el govern obeeix en catalán) es una consigna recurrente desde 2018 en las manifestaciones y otras actividades políticas, especialmente entre los asociados a los Comités de Defensa de la República (CDR), quienes abogan por la desobediencia civil y la acción directa.

### Portugal
En la República portuguesa, un lema famoso es o povo é quem mais ordena (‘el pueblo es quien más ordena’), que es un verso de la canción Grândola, Vila Morena, de José Afonso.

### Venezuela
Es una de las citas más famosas del expresidente de Venezuela, Hugo Chávez: «Aquí estoy parado firme. Mándeme el pueblo, que yo sabré obedecer. Soldado soy del pueblo, ustedes son mi jefe», formulada en un discurso tras el referéndum constitucional de Venezuela ocurrido el 15 de febrero de 2009.